# Zivilkasino Arnsberg
Das Zivilkasino in Arnsberg wurde 1821 erbaut. Es diente später unter anderem als Rathaus, als Amt für Agrarordnung und beherbergt heute die Abteilung Arbeitsschutz der Bezirksregierung Arnsberg.

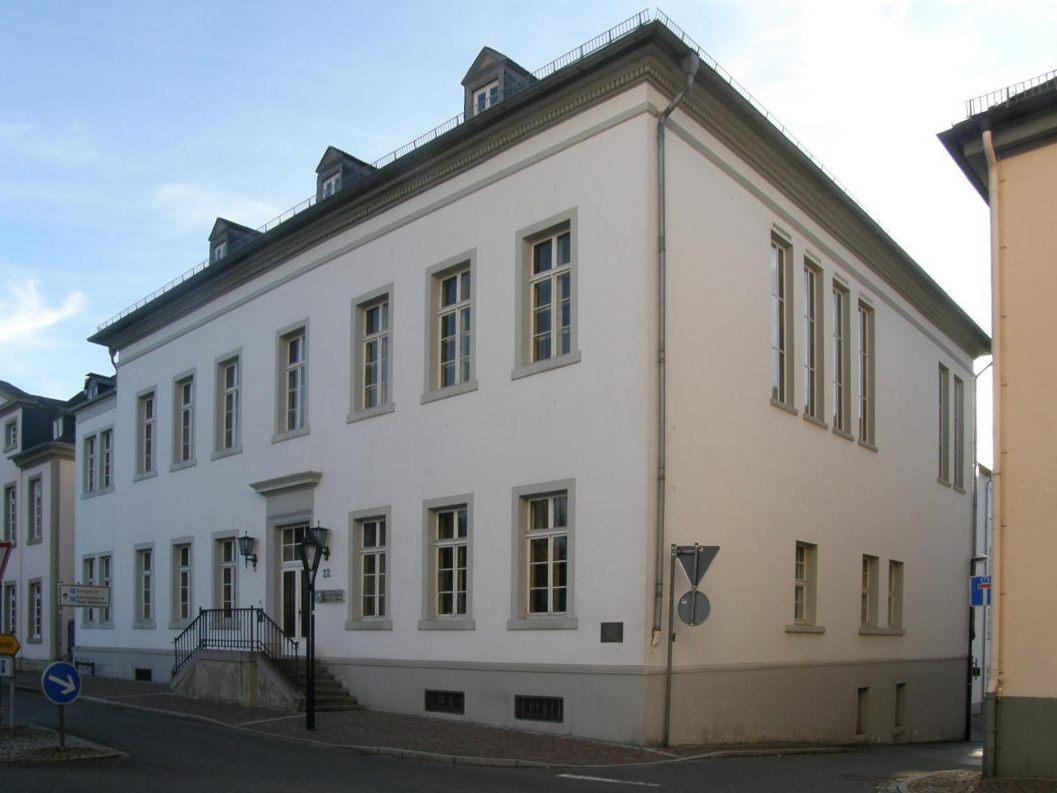
Das Gebäude von der Königsstraße aus gesehen

## Geschichte und Bau
Auf dem Wiener Kongress wurde beschlossen, dass das ehemalige Herzogtum Westfalen an das Königreich Preußen fallen sollte. Im Jahr 1816 wurde die Stadt Arnsberg Sitz eines Regierungspräsidenten. Damit zogen zahlreiche Beamte in die Stadt,  die infolgedessen stark erweitert wurde. Es entstand ein neuer Stadtteil mit Gebäuden im klassizistischen Stil. Der preußische Staat förderte den Hausbau durch Bauhilfsgelder. Der Staat zahlte den Bauwilligen zeitweise bis zu 30 % der Baukosten. Mittelpunkt war der Neumarkt mit der evangelischen Auferstehungskirche.
Die höheren Beamten der Regierung, Angehörige der Gerichte und sonstige „Gebildete“, die sich in einer „Abendgesellschaft“ zusammengeschlossen hatten, vermissten einen Ort, wo sie standesgemäß zusammentreffen konnten. Es wurde daher 1818 eine Kasinogesellschaft mit dem Ziel des Erwerbs oder des Baus eines entsprechenden Gebäudes gegründet. Als Aktionärsgemeinschaft legte die Gesellschaft die finanzielle Basis für den Bau.
An der Gesellschaft beteiligte sich ein Großteil der damaligen städtischen Oberschicht. Neben protestantischen Zuwanderern waren darunter auch einige Angehörige der einheimischen katholischen Elite. Hinzu kamen einige auswärtige Mitglieder. Zu den Unterzeichnern des „Ciculairs wegen Errichtung eines Gesellschaftshauses“ gehörten der Regierungspräsident Friedrich von Bernuth, Oberforstmeister von Schwarzkoppen, geheimer Regierungsrat Maximilian von Weichs, Wegebauinspektor Friedrich Wulff, Hofgerichtsadvokat F. Höyinck, Landrat Franz Anton Thüsing, Ferdinand Hasenclever, Friedrich Adolf Sauer, Johann Nikolaus Emmerich, Christian Fürst von Hohenlohe, Oberpräsident Ludwig von Vincke, Freiherr von Fürstenberg und der Hotelbesitzer Linhoff. Insgesamt haben 85 Personen das Schreiben unterzeichnet und mindestens eine Aktie zu je 50 Reichstalern erworben.
Der Bau sollte Konversations-, Lese- und Spielzimmer, einen Ball- und Konzertsaal, ein Billardzimmer, einen Weinkeller sowie einen Garten mit Kegelbahn umfassen. Die Beteiligten hofften, von den staatlichen Bauhilfsgeldern auch Zuschüsse für das Gesellschaftshaus zu bekommen. Für den gesellschaftlichen Abschluss sorgte die Bestimmung, dass keinem Einwohner der Stadt, der nicht Gesellschaftsmitglied war, der Eintritt gestattet war.
Der Bauausschuss der Gesellschaft unter Vorsitz von Landrat Thüsing und Wegebauinspektor Wulff stellte am 28. November 1818 einen Antrag zur Überlassung eines Grundstückes am Neumarkt. Dazu wurden ein erster Bauplan und eine Schätzung der Baukosten eingereicht. Diese beliefen sich auch 15.000 Reichstaler. Erste Baupläne wurden von der Königlichen Oberbaudeputation aus sicherheitstechnischen Gründen verworfen und durch neue Planungen ersetzt.
Das nötige Bauholz wurde 1819 auf Veranlassung der Regierung vom Forstamt Obereimer zur Verfügung gestellt. Die Kosten sollten mit den Bauhilfsgeldern verrechnet werden. Man schätzte, dass für den Bau 200.000 Ziegelsteine nötig wären. Daher wurde eigens eine Ziegelbrennerei in Niedereimer angelegt. Hinzu kamen Bruchsteine. Der Bau wurde 1820 vollendet. Er kostete 26.000 Taler. Der staatliche Zuschuss war mit 782 Talern vergleichsweise gering.
Der Bau prägt die südliche Schmalseite des Platzes. Es handelt sich um einen klassizistischen Traufenbau mit Walmdach. Hinter dem Haus erstreckte sich ein großer Garten. Dieser wurde von Maximilian Friedrich Weyhe entworfen. Zu diesem gehörte auch ein heute denkmalgeschütztes Gartenhäuschen.
Wie geplant wurde der Bau zum Treffpunkt der gehobenen Gesellschaft der Stadt. Bewirtschaftet wurde das Haus von einem Kastellan genannten Pächter. Dort fanden gesellige Zusammenkünfte und Feste unter anderem zum Geburtstag des jeweiligen Königs oder Kaisers statt. Daneben diente es zur Kommunikation und als Umschlagplatz von Informationen. Von der Gesellschaft wurde für die Mitglieder ein breites Angebot an überregionalen Zeitungen und Zeitschriften gehalten.
Später gehörten unter anderem Bürgermeister Wilhelm Seissenschmidt, Johann Friedrich Sommer und Johann Suibert Seibertz der Gesellschaft an. Im Kasino entstand unter anderem die Arnsberger historische Gesellschaft. Diese tagte dort regelmäßig über viele Jahrzehnte.
Als Zivilkasino diente es bis 1936. Bereits zuvor war die Zahl der beamteten Mitglieder zurückgegangen. Die Gesellschaft hatte sich nach Krieg und Inflation auch weniger „standesgemäßen“ Mitgliedern öffnen müssen, um überleben zu können. Die exklusive Kasinogesellschaft passte nach dem Beginn der nationalsozialistischen Herrschaft nicht zur propagierten Volksgemeinschaft. Ohne Rückhalt bei den Spitzen von Regierung und Behörden nahmen die Schulden zu. Im Jahr 1936 kam es zur Zwangsversteigerung des Kasinos. Ein neuer Verein mit dem Namen NS-Kameradschaft übernahm das Gebäude und machte es zum Mittelpunkt des nationalsozialistischen Parteilebens.
Nach dem Krieg diente das Gebäude von 1946 bis 1975 als Rathaus. Insbesondere in dieser Zeit wurde es 1954, 1956, 1965 und 1967 umgebaut und in Richtung Garten erweitert. 1957–1958 fand in dem Gebäude der Strafprozess gegen die Haupttäter des Massakers im Arnsberger Wald statt. Nachdem infolge der kommunalen Neugliederung 1975 das Rathaus nach Neheim verlegt worden war, zog das Amt für Agrarordnung in das Haus ein. Später wurde dort die Arbeitsschutzabteilung der Regierung untergebracht. Seit 1986 steht der ursprüngliche Altbau unter Denkmalschutz.